# Monocelha

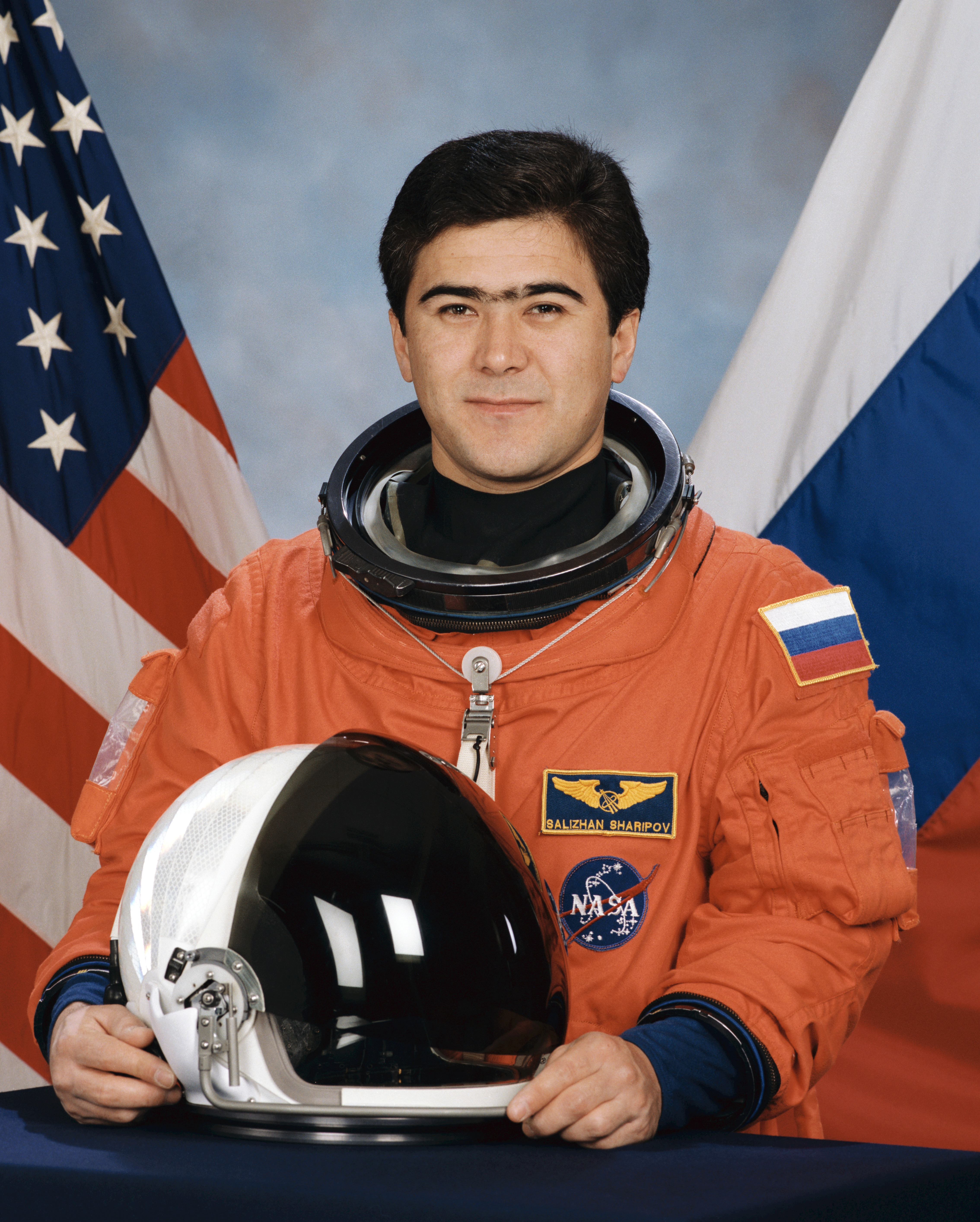
O cosmonauta russo Salijan Sharipov possui uma monocelha proeminente.

Monocelha, ou Sinofris, refere-se a uma "confluência das sobrancelhas", ou seja, à presença abundante de pelos na pele da glabela (espaço entre as sobrancelhas) de modo que elas pareçam formar uma única longa sobrancelha. Tem origem genética, associada ao gene recessivo PAX3.

## Estética
Ao longo do tempo, diferentes avaliações estéticas foram dadas à monocelha, dependendo de cada cultura e tempo específico.
Em certas sociedades do mundo antigo, a monocelha era considerada um elemento da beleza facial. Por conta disso, as mulheres da Grécia Antiga e de países de cultura árabe costumavam delinear uma monocelha preta marcante como um objeto de beleza feminina, até mesmo pintando ou colocando pelos falsos nas sobrancelhas para alcançar essa aparência. No Tajiquistão, por exemplo, a monocelha era visto como uma qualidade atraente tanto em homens e mulheres, sendo que nelas era associado a virgindade e pureza e neles a virilidade.
Não à toa, a pintora mexicana Frida Kahlo costumava se retratar com uma monocelha bastante perceptível e com um fino bigode.
Já na cultura ocidental contemporânea, a monocelha nas mulheres é menos tolerada que nos homens, referindo-se a razões estéticas ou tendências da moda. Enquanto as mulheres a arrancam, raspam ou depilam, nos homens ela é categorizada por alguns estereótipos como uma característica da masculinidade associada a altos níveis de testosterona. Para alguns grupos feministas, porém, a depilação é uma imposição sexista e coercitiva do patriarcado em relação às mulheres. Como forma de protesto, o site americano "Feministing" declarou o mês de dezembro de 2010 como o "Mês da Monocelha" (Decembrow, em inglês). O site instruiu ainda que o dinheiro poupado na depilação fosse doado para instituições de caridade.